# Canon EOS 5D
La EOS 5D è una macchina fotografica reflex digitale (DSLR) prodotta da Canon. La EOS 5D fu annunciata da Canon il 22 agosto 2005 e si colloca, come categoria di prezzo, al di sopra della EOS 40D, ma al di sotto delle EOS-1D Mark III ed EOS-1Ds Mark III (sebbene tutti questi modelli siano superiori per quanto riguarda alcuni aspetti, come la raffica).
La EOS 5D è particolarmente nota per essere la prima reflex digitale pieno formato con un corpo macchina di grandezza standard (al contrario dei più alti e pesanti corpi macchina "professionali"). È inoltre conosciuta per il prezzo, con la quale venne introdotta nel mercato per poco più di $3000 USD, un prezzo significativamente basso per un DSLR a pieno formato; le sole altre reflex full-frame "concorrenti" erano all'epoca quelle della serie Canon 1Ds, le quali però costavano almeno due volte tanto. Da allora il prezzo della macchina fotografica è sceso più del 30% (raggiungendo circa i $2000 USD nel febbraio 2008), mantenendo la 5D la reflex a pieno formato più economica del mercato.
Il pieno formato della 5D è in grado di produrre fotografie con un rumore relativamente basso ad alti ISO. Questo permette agli utenti di poter scattare foto di qualità anche in condizioni di scarsa luce con elevato dettaglio anche nelle zone in ombra.
Il 17 settembre 2008 Canon ha annunciato il modello successivo, la EOS 5D Mark II.

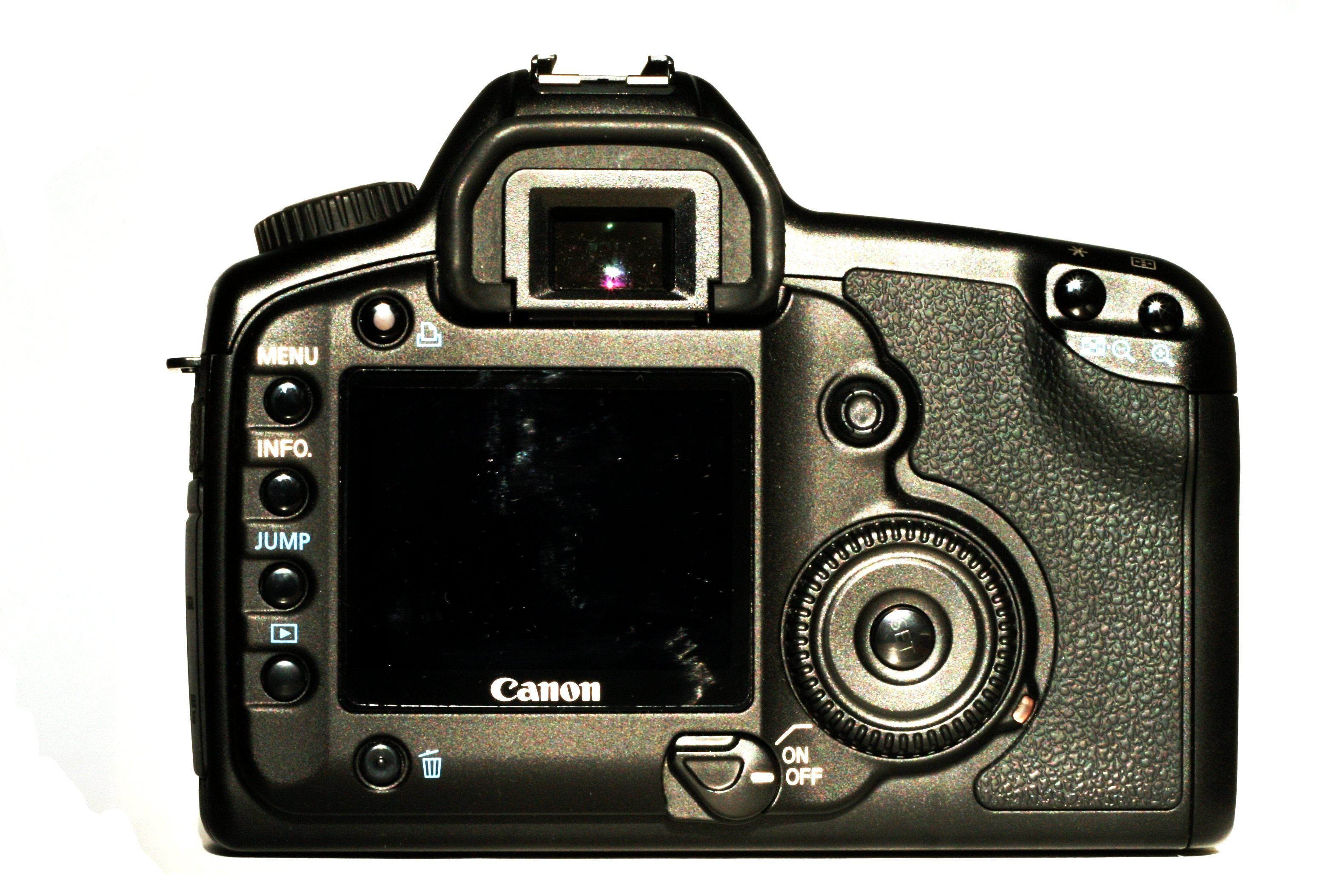
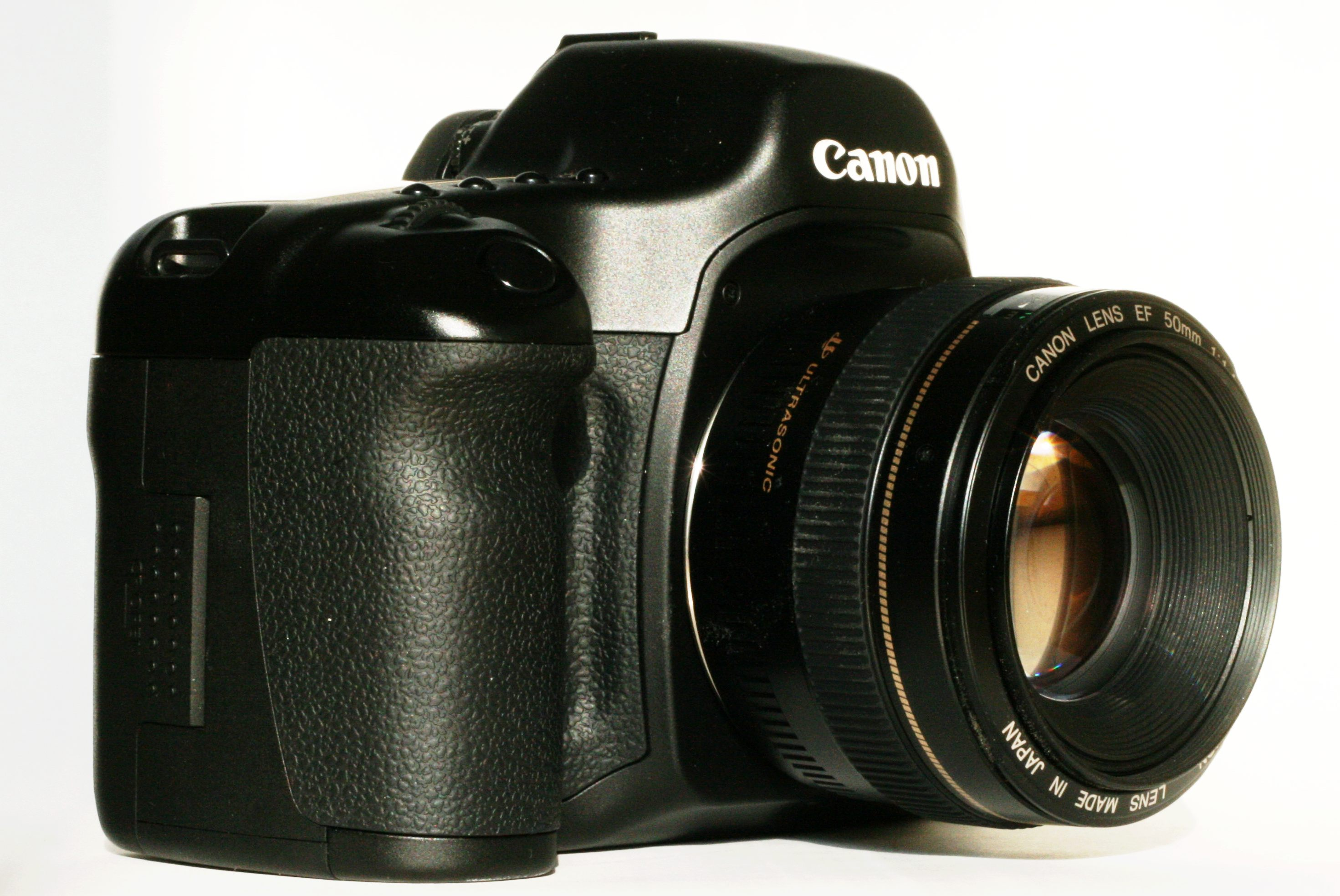
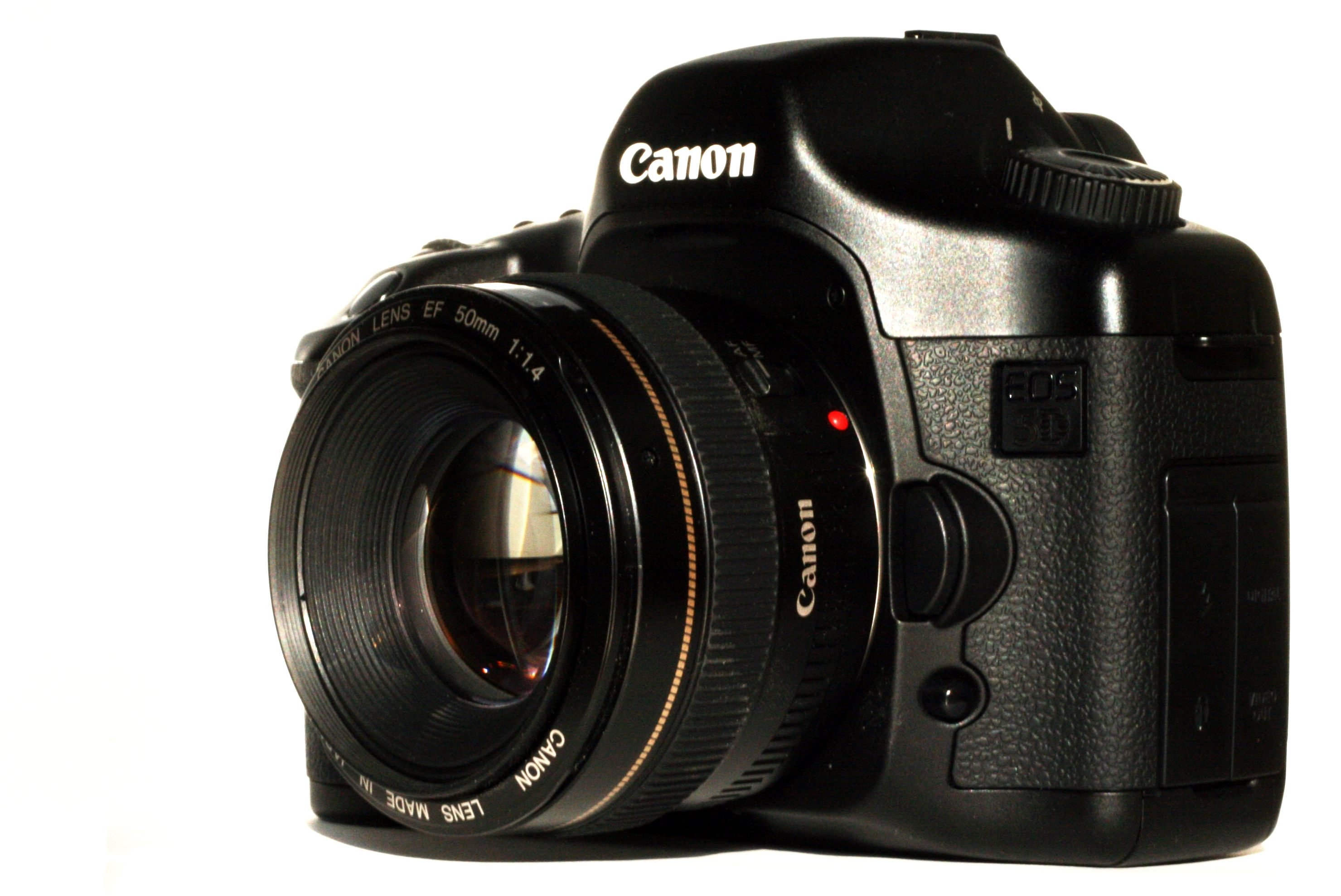
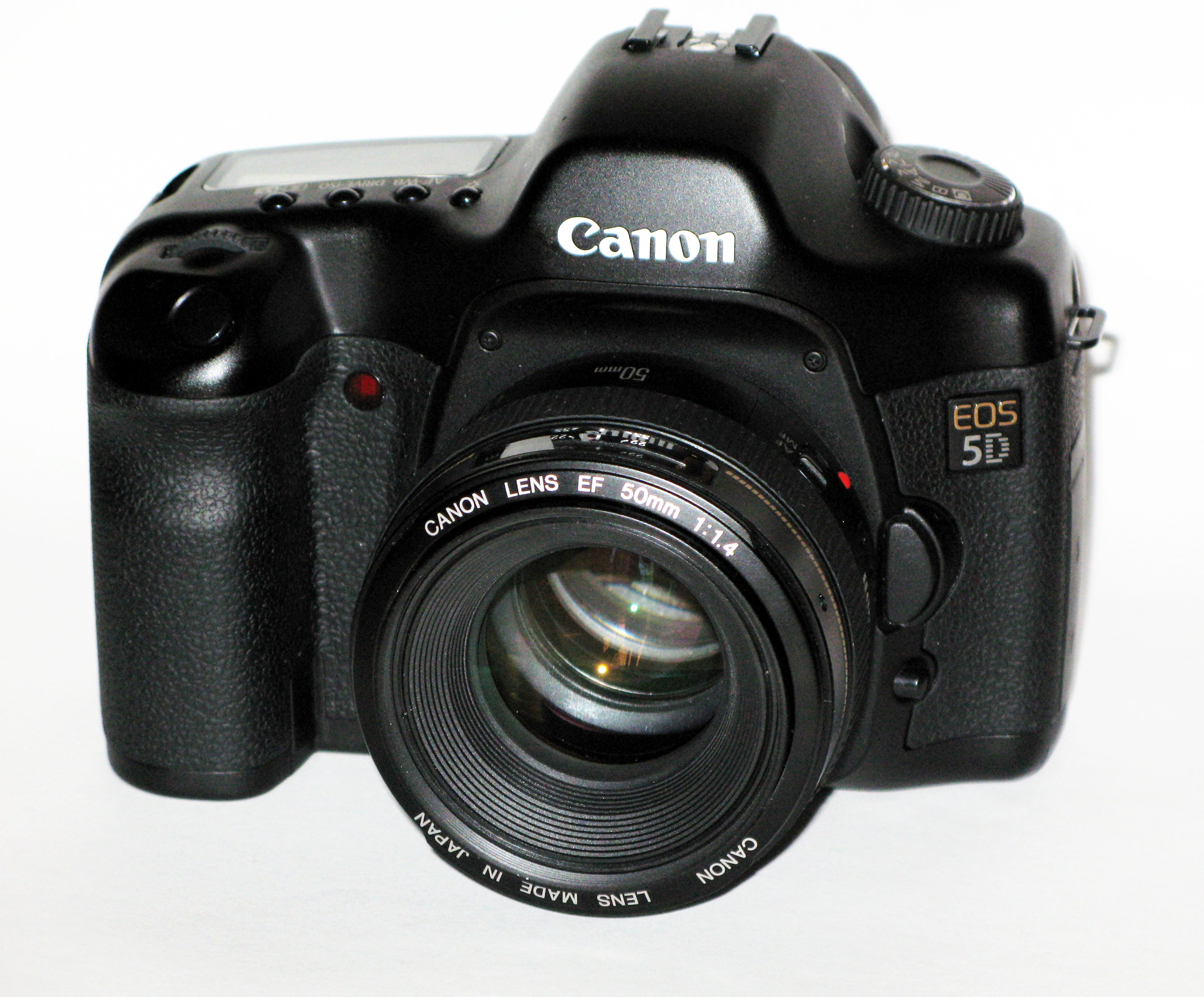
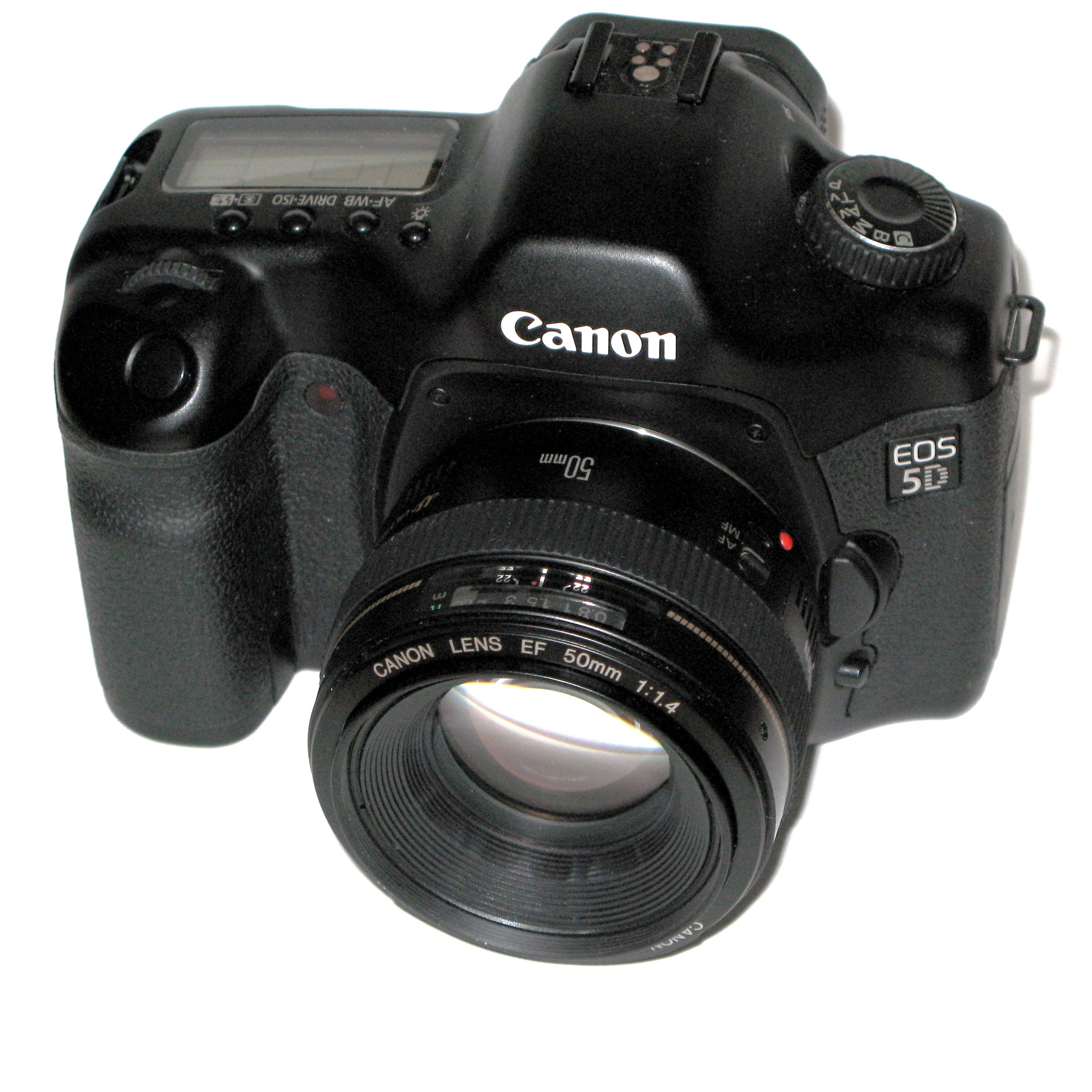
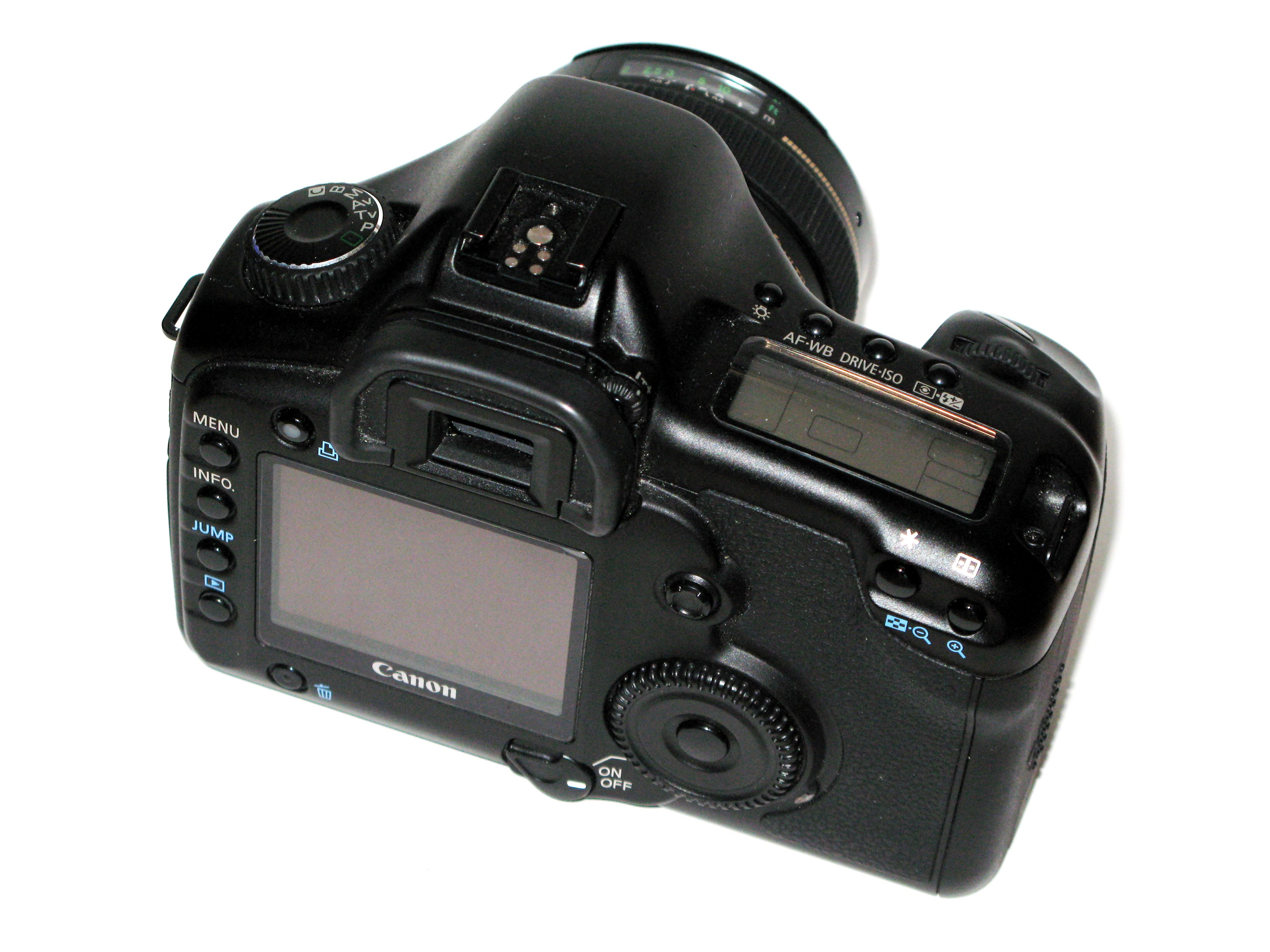
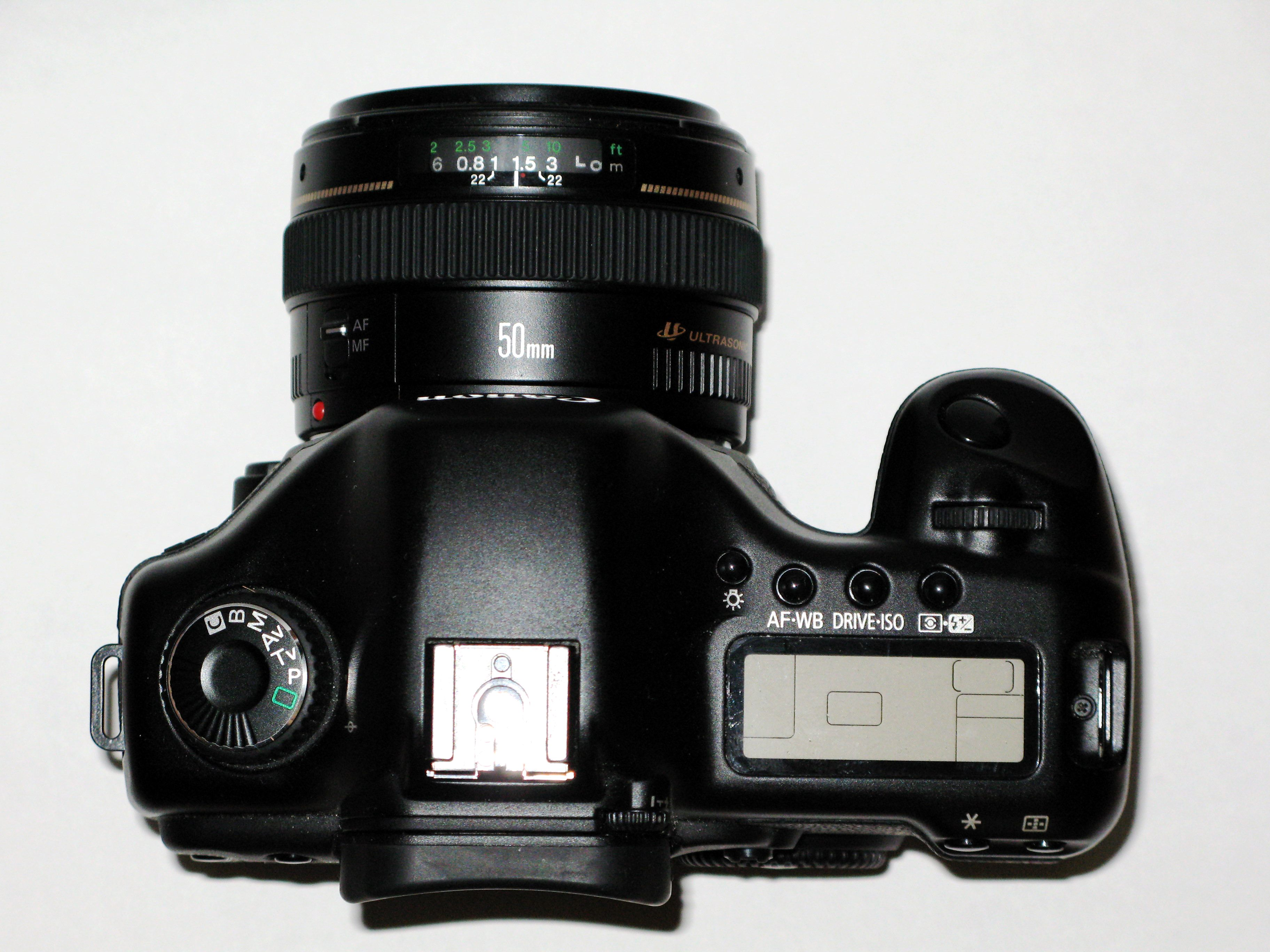